# أيتور راموس
أيتور راموس (بالإسبانية: Aitor Ramos Leniz)‏ (11 يونيو 1985 ببلباو في إسبانيا - ) هو لاعب كرة قدم إسباني في مركز الهجوم. لعب مع أتلتيك بيلباو ب وأتلتيك بيلباو وأريناس غوتكسو وإيسيخا بالومبيي ونادي باراكالدو وSD Lemona ‏ وSantutxu FC ‏ وCD Laudio ‏.

## روابط خارجية
- أيتور راموس على موقع قاعدة بيانات كرة القدم.إي يو (الإنجليزية)
- أيتور راموس على موقع Soccerway.com (الإنجليزية)